# La Granja del Carme
La Granja del Carme és una obra de Sant Pere de Ribes (Garraf) protegida com a Bé Cultural d'Interès Local.

## Descripció
Casa situada a xaloc del nucli de Ribes, en una parcel·la rústica entre la població i la urbanització de Can Macià. És un edifici aïllat de planta rectangular i tres crugies. Consta de planta baixa i altell i té la coberta a dues vessants amb el carener paral·lel a la façana. A la façana de migdia i llevant les obertures són totes d'arc pla arrebossat emmarcades amb una motllura de diferent tonalitat, mentre que a la resta de façanes són d'arc pla arrebossat. Les façanes laterals presenten a nivell sota coberta dos petits pòrtics d'arc primitiu esglaonat. A la façana de llevant hi ha un plafó ceràmic amb una mare de Déu representada. La façana posterior queda parcialment tapada per un cos quadrangular amb coberta plana que incorpora un pou o cisterna. L'acabat exterior és arrebossat i pintat de color blanc, amb les obertures abans esmentades pintades de color gris. Davant les façanes de ponent i tramuntana hi ha diversos cossos annexes de construcció moderna.